# Annona crassivenia
Annona crassivenia este o specie de plante angiosperme din genul Annona, familia Annonaceae, descrisă de William Edwin `Ned' Safford. Conform Catalogue of Life specia Annona crassivenia nu are subspecii cunoscute.